# Sant Fruitós de Brunyola
Sant Fruitós de Brunyola és un edifici del municipi de Brunyola i Sant Martí Sapresa (Selva) inclosa en l'Inventari del Patrimoni Arquitectònic de Catalunya.

## Descripció

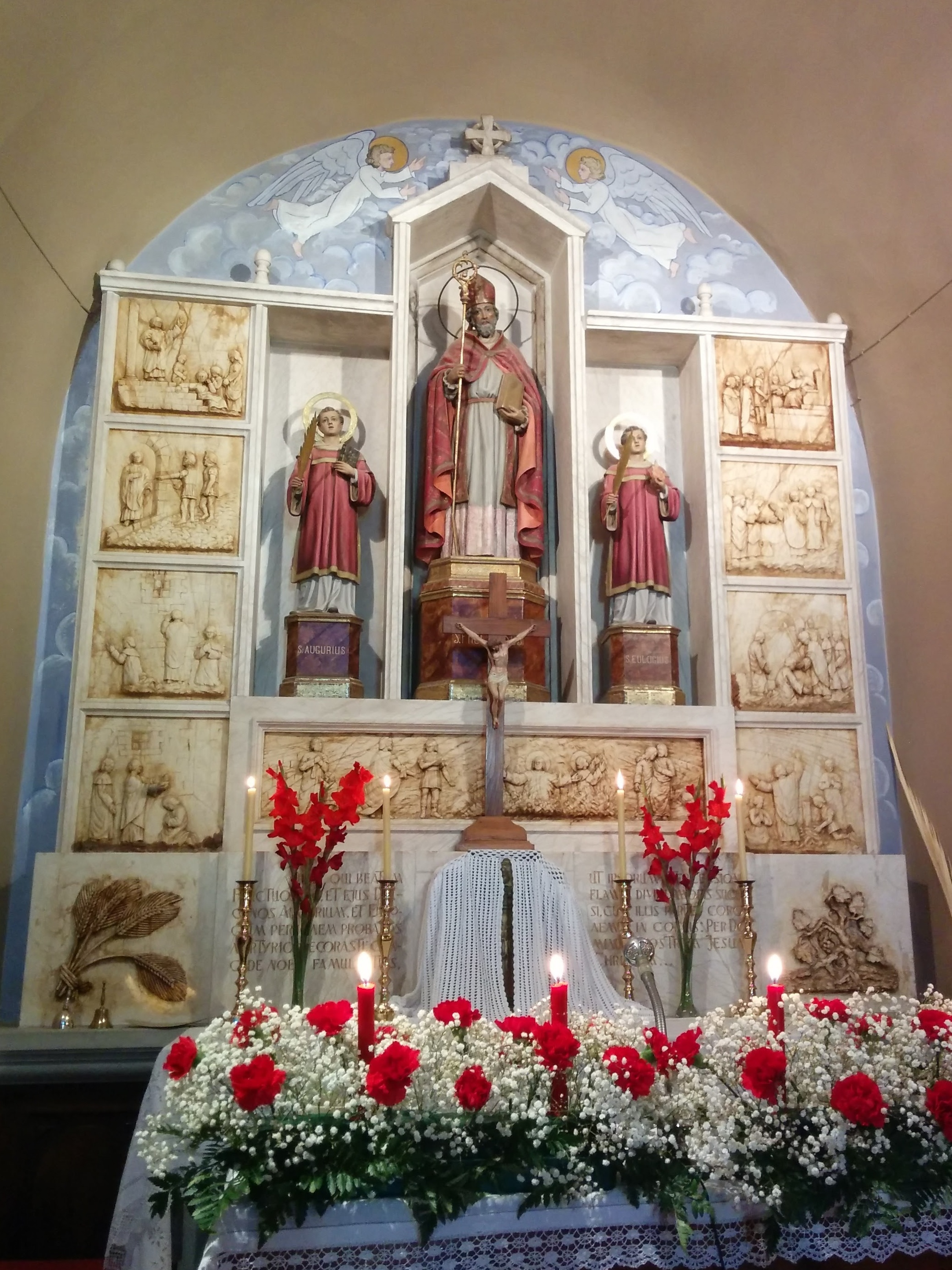
Altar presidit per Sant Fruitós

L'església se situa a l'interior del que fou el recinte emmurallat del castell (Vegeu fitxa del Castell de Brunyola). Està orientada en direcció est-oest i per la banda de migdia està adossada a la muralla. Mentre que la façana anterior dona a la placeta, la posterior dona sobre el cementiri. L'accés habitual es fa per la banda oest a través de les escales que comuniquen la placeta del castell o de l'església amb la plaça de Brunyola. També s'hi pot accedir per la part de llevant a través d'una rampa.
L'església, pròpiament, es tracta d'una petita construcció de planta rectangular i coberta amb una teulada a dues aigües de vessants a laterals. Els dos vessants són asimètrics i estan totalment descompensades, ja que la que està adossada al mur perimetral de tancament no experimenta, gairebé, cap mena de projecció física.
La façana principal fa 11 metres de llargada i el mur lateral en fa 20.
La façana consta de tres elements interessants: en primer lloc, trobem el portal d'arc de mig punt amb unes dovelles, de pedra monolítica o pedra calcària de Girona, de mida mitjana molt ben escairades i treballades. La porta està ornada amb la típica ferramenta de tradició romànica datable als segles XIII o XIV, que també trobem a la porta de l'església de Sant Martí Sapresa (Vegeu fitxa de l'església de Sant Martí Sapresa), i que s'ha traduït a la pràctica en format d'esveltes i atractives espirals circulars. L'espai físic del portal està estructurat en cinc requadres horitzontals, i a cadascun correspon una tija. La inferior és de làmina bastant ampla i es limita a dibuixar tres grans espirals en una successió continuada. La làmina de ferro té una ampla canal central, de manera que sembla formada per quatre línies paral·leles. Els altres jocs estan treballats amb una làmina de ferro més estreta, mantenint, però, el solc central.
A l'extrem esquerre del portal trobem enquestades en la façana dues làpides de pedra monolítica o pedra calcària de Girona. A l'interior d'ambdues làpides trobem incisa una extensa inscripció de difícil interpretació i comprensió, tant pel fet que està escrita en llatí com pel fet que part de les lletres estan molt deteriorades i desfigurades i algunes han desaparegut. Són les sepultures de dos clergues del segle xiv. El més proper a la porta conserva tota l'escriptura gravada i diu així:
"Ací jauen els ossos de Bernat Ros, domer que fou de l'església de
Brunyola que morí el dia 12 d'abril de l'any del naixement del Senyor de 1370 i manà
que es fes un aniversari en la dita església per la seva ànima, la dels seus pares i les de
tots els fidels difunts. Que la seva ànima reposi en pau. Amén".
Ubicat simètricament sobre el portal adovellat trobem un ull de bou de pedra granítica que duu gravada la data de 1832, i que està rematat amb el gran campanar d'espadanya doble, sense campana, amb final barroquitzat.
En el mur que s'assenta a la plaça del castell, podem apreciar un séc que indica que la primitiva capella del castell va ser ampliada, en dos espais diferents; un al mateix nivell que el teulat i un altre més baix que és on hi ha la sagristia.
L'església està reforçada per la presència de dos contraforts, el primer ubicat en la façana i el segon en el lateral, que tenen com a missió i finalitat apuntalar una estructura dèbil evitant així el deteriorament o el sorgiment de possibles malformacions en l'estructura. El que està ubicat en la façana, posteriorment actua com a escalinata improvisada, la qual permet accedir a la torre-campanar per un petit caminet. Una torre a la qual també s'hi pot accedir per una porta ubicada en el basament de cara a l'interior de l'antic patí d'armes del castell.
Pel que fa als espais interiors, el temple consta d'una nau principal amb volta de canó i de dues de laterals. Aquestes queden separades per dues grans arcades de pedra de Girona.
A l'altar major hi ha les imatges de sant Fruitós acompanyat per les imatges dels seus dos diaques com són sant Eulogi i sant Auguri. El retaule, d'alabastre, representa escenes de la vida de sant Fruitós, que també figuren escrites en els Goigs de la parròquia. A l'esquerra una porta dona accés a la sagristia vella i a la dreta una altra porta duu a la sagristia nova.
Hi ha dos altars més, situats a la part frontal de les dues naus secundàries: el de l'esquerra dedicat a la Immaculada Concepció i a Sant Antoni Abat, i el de la dreta ofert a Sant Isidre. També hi ha dues capelles: la de l'esquerra dedicada a la Verge del Roser i la de la dreta dedicada a la Verge dels Dolors.
La façana està arrebossada i pintada amb una tonalitat ataronjada tènue. La resta presenta els murs despollats on s'evidencia les pedres fragmentades i els còdols manipulats a cops martell i tot lligat amb una combinació de morter de calç i arrebossat.
L'estat de conservació de l'església és bastant bo, i a simple vista, no hi ha motius que hagin de fer patir per la seva integritat física.
L'església parroquial de Sant Fruitós està situada al costat del castell de Brunyola (Vegeu fitxa del Castell de Brunyola), dintre el que fou el clos fortificat, de tal manera que una de les antigues torres d'angle del castell es va adaptar com a campanar. Es tracta d'una gran torre vertical d'una alçada aproximada d'uns 25 metres. La planta d'aquesta torre és rodona, excepte el coronament el qual es transforma en un octògon complementat amb la disposició de quatre estretes obertures d'arc de mig punt. Remata la torre-campanar una teulada piramidal. Una torre-campanar, assentada sobre un robust basament, que té com a matèria primera les pedres fragmentades i els còdols irregulars, lligats amb morter de calç i tot arrebossat. L'erosió, motivada pel pas inexorable del temps, ha provocat el despreniment de part de l'arrebossat en zones puntuals de la superfície física de la torre, originant clapes en les quals queda al descobert la composició interna de la construcció.
Comparant fotografies antigues, com ara la de la fitxa del Servei de Patrimoni núm. 26.706, amb actuals s'observa que l'església no ha experimentat cap canvi dràstic estructural, formal o compositiu, sinó que continua absolutament igual.

## Història

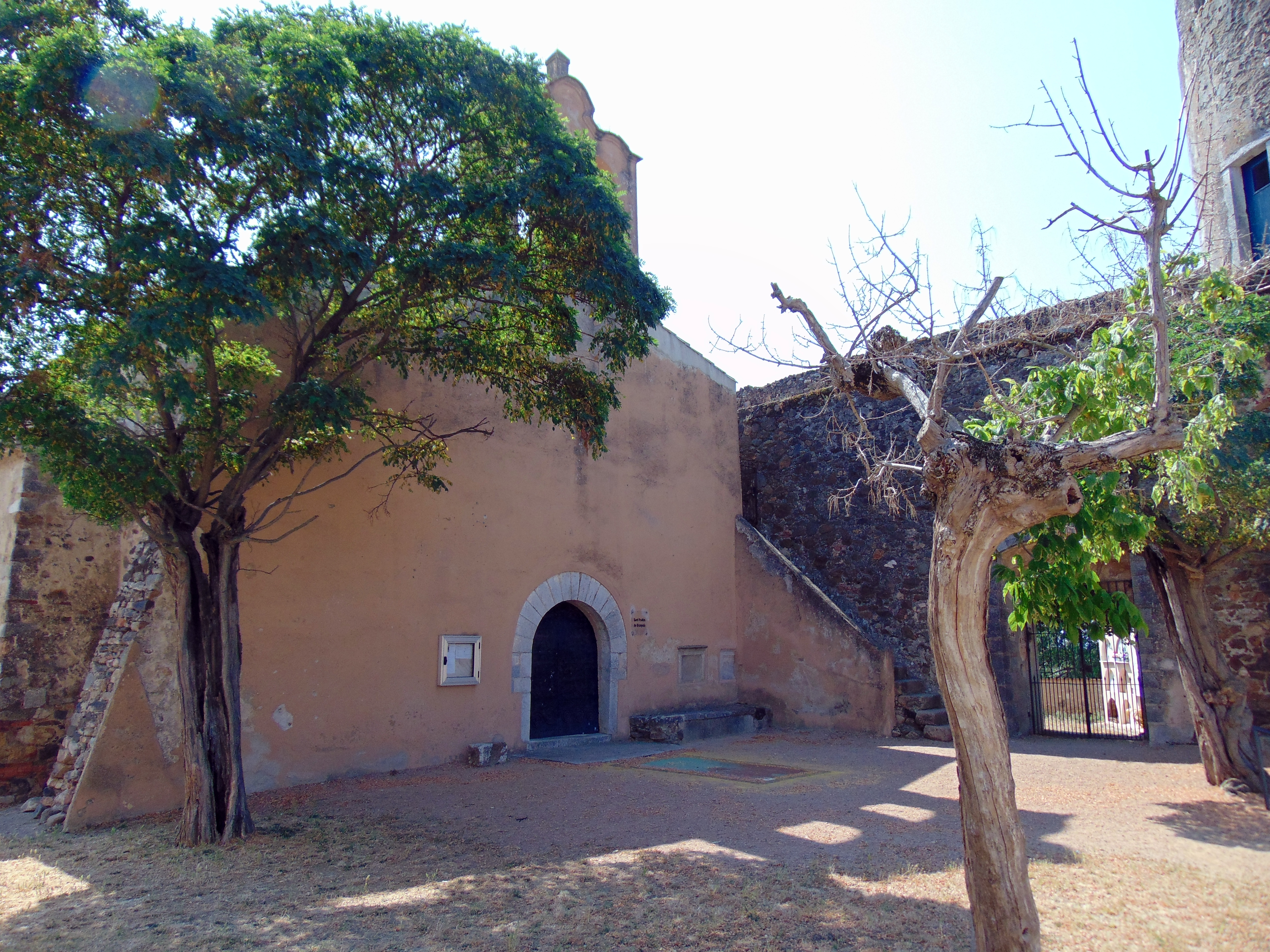

L'església de Sant Fruitós de "Monte-rotundo" o "Mont-rodon" és esmentada el 1098 i el 1116. Durant el segle xii adoptà el nom de Brunyola. Del 1232 en endavant consta com a parròquia rural deganat de la Selva.
L'edifici patí una forta destrucció a causa dels terratrèmols del 1427. Això obligà a refer-la totalment aprofitant part dels murs, dues làpides i la porta ferrada.
Una llicència del Vicari del 1587 dona permís per substituir els retaules vells de Sant Fruitós i de Sant Pere per uns de nous. D'altres dels anys 1638, 1640, 1649 i 1656 permeten beneir i instal·lar campanes noves.
Malgrat no trobar cap llicència al respecte, el temple s'amplià al segle xvii afegint un tram a la banda de llevant que surt del traçat de la muralla, per la qual cosa una part d'aquesta fou demolida, igual que la torre.
Durant la Guerra del Francès el conjunt és usat com a cavallerissa, cosa que va causar la pèrdua dels elements interiors de mobiliari així com l'arxiu, que es cremà.
L'anticlericalisme del 1936 també afectà la parròquia. Així un grup d'incontrolats van desmuntar i es van endur les dues campanes. També van destrossar el mobiliari, el retaule i les imatges que foren cremades al davant de l'església.
Un inventari del 1941 informa dels objectes salvats entre els quals hi ha un sagrari i diversos objectes de plata com una creu processional, una veracreu i dos canelobres.
L'any 1955 es reconstrueix l'altar i el retaule majors.